# Векшин, Павел Терентьевич
Павел Терентьевич Векшин (24.09.1936 — ? (умер)) — сталевар мартеновского цеха Череповецкого металлургического завода (комбината), Герой Социалистического Труда.
За VIII пятилетку (1966—1970 гг.) выплавил сверх плана 10 тысяч тонн металла.
Герой Социалистического Труда (1971 — за выдающиеся успехи, достигнутые выполнении заданий пятилетнего плана по развитию чёрной металлургии). Награждён орденом Трудового Красного Знамени.
Делегат XXIV съезда КПСС.